# Godło Jakucji
Godło Jakucji ma postać okrągłej tarczy, w centrum której przedstawiona jest czerwona postać konnego jeźdźca z chorągwią w ręce, wzorowaną na naskalnych rysunkach znad rzeki Leny. Tarcza z przedstawieniem jeźdźca otoczona jest przez niebieskie obramowanie, w górnej części którego znajduje się narodowy jakucki ornament w formie 7 romboidalnych figur, a w dolnej – napis z nazwą kraju w językach rosyjskim i jakuckim – odpowiednio – Республика Саха (Якутия) i Саха Республиката.

## Symbolika
7 rombolidalnych kryształów symbolizuje 7 narodów zamieszkujących kraj: Jakutów, Rosjan, Ewenków, Ewenów, Czukczów, Dołgan i Jukagirów. 
Wykonany ochrą naskalny rysunek jeźdźca został odkryty w 1745 r.; symbolizuje on starożytne tradycje kraju.
Symbolika kolorów:
- barwa (ciemno)niebieska symbolizuje wierność, szczerość i nadzieję
- barwa biała oznacza czystość
- barwa czerwona (ochra) zastosowana do wykonania wizerunku jeźdźca została użyta gdyż tym właśnie kolorem rysunek wykonany był w oryginale.

Autorami godła są: A.I. Osipow, W.S. Parnikow, W.N. Ignatiew i I.A. Potapow. Godło w tej formie zastąpiło symbol z czasów ZSRR.

## Historia

### Herb Obwodu Jakuckiego
Herb Obwodu Jakuckiego został zatwierdzony 5 lipca 1878 roku. Herb składał się ze srebrnej tarczy z czarnym orłem trzymającym szkarłatnego sobola w szponach. Tarcza była ozdobiona koroną cara i złotymi liśćmi dębu, przeplatanymi czerwoną wstążką. 

### Godło Jakuckiej ASRR
Obowiązujący za czasów Związku Radzieckiego symbol Jakucji tj. ówczesnej Jakuckiej ASRR w żaden sposób nie nawiązywał do specyfiki kraju. Był on nieznacznie zmienionym godłem Rosyjskiej FSRR, której część stanowiła Jakucka ASRR. Godło to zawierało typowe elementy godeł republik związkowych ZSRR. W centralnym miejscu umieszczona była czerwona tarcza a na niej – złoty sierp i młot – symbol sojuszu robotniczo chłopskiego oraz najważniejszy element godła Związku Radzieckiego, a pod nimi – wschodzące słońce – mające wyrażać świt, początek nowej ery w życiu kraju. W górnej części tarczy znajdowały się litery PCФCP (skrót od Российская Советская Федеративная Социалистическая Республика – Rosyjska Federacyjna Socjalistyczna Republika Radziecka). Całość otoczona była przez wieniec złożony z 14 kłosów zboża. Umieszczenie symbolu zboża w godle z jednej strony podkreślało znaczenie rolnictwa, a zwłaszcza tych właśnie roślin dla gospodarki kraju oraz symbolizowało dobrobyt, a z drugiej – nawiązywało do graficznego wyglądu godła ZSRR. U góry, u zbiegu obu wieńców umieszczono czerwoną pięcioramienną gwiazdę – oznaczającą zwycięstwo komunizmu w pięciu częściach świata, natomiast u dołu, na czerwonej wstędze znajdowało się wezwanie do jedności proletariatu.
Modyfikacja ówczesnego jakuckiego godła w stosunku do symbolu Rosyjskiej FSRR polegała na umieszczeniu na nim dwujęzycznego (rosyjskiego i jakuckiego) napisu z częściowo skróconą nazwą jakuckiej autonomii oraz dwujęzycznym wezwaniu do jedności proletariatu – Proletariusze wszystkich krajów, łączcie się! (w godle Rosyjskiej FSRR napis ten był tylko w wersji rosyjskojęzycznej).

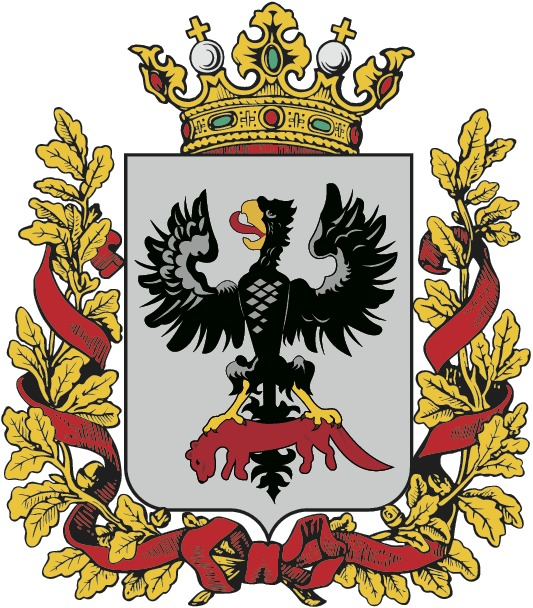
Herb Obwodu Jakuckiego
Godło Jakuckiej ASRR 1937–1939
1939–1978
1978–1990
Godło Republiki Jakucji 1992–2016